# Услишене молитве
Услишене молитве (енгл. Answered Prayers: The Unfinished Novel) је незавршен и последњи роман америчког књижевника Трумана Капотеа. Капоте је књигу почео да пише 1966 непосредно након великог успеха Хладнокрвног убиства. Његова првобитна идеја је била да тајне и трачеве њујоршког високог друштва, коме је и сам припадао, преточи у велики роман, који би био амерички пандан на Прустово У трагању за изгубљеним временом. Унапред је од издавачке куће добио 25 000 тадашњих долара, и уговор на милион долара за будућу књижевну трилогију. Међутим, алкохолизам, склоност наркотицима, монденски живот и стваралачка блокада условиле су Капотеа да 18 година, то јест до своје смрти, одлаже рок за предају рукописа. Јавност је једини увид у напредовање Услишених молитви имала кроз одломке у виду поглавља објављених у часопису Есквајер: La cote basque (мај, 1965), Мохави (јун, 1975), Неискварена чудовишта (мај, 1976) и Кејт Маклауд (јун, 1976). Ови одломци изазвали су бес међу његовим пријатељима, пошто је у њима било лако препознати не баш ласкаве портрете познатих личности из Капотеове околине. Након његове смрти 1984. испоставило се да су ова четири поглавља објављена у часопису једини написани делови. Три од четири поглавља обједињена су и издата у облику књиге 1986, при чему је поглавље Мохави искључено, јер је Капоте, по сопственим речима, од заплета изнетог у њему одустао (Мохави је објављен као засебна приповетка у збирци Музика за камелеоне) Сам наслов романа Услишене молитве преузет је из реченице Свете Терезије Авилске која гласи: Више је суза пролиивено због услишених, него неуслишених молитви.
Књижевна критика различито је реаговала на ове одломке. Џералд Кларк, Капотеов биограф, сматра да они представљају врхунац и корак напред у развијању нефикционалног романа који је започет са Хладнокрвним убиством. Са друге стране, књижевник Норман Мајлер, иако је хвалио формалну супериорност одређених делова, доводио је у питању фриволност заплета. Роман је двапут превођен на српски.

## Заплет
Радња Услишених молитви, то јест оних написаних делова романа, махом се темељи на сликању друштвених слојева њујоршког и светског високог друштва. Неискварено чудовиште је према Капотеовој замисли требало да буде прво поглавље. У њему Пи Би Џоунс, главни јунак који жели да постане писац, описује своје одрастање у сиротилишту, а потом и његов покушај пробоја на књижевну сцену преко туђих кревета и проституције. Као споредни ликови и његове муштерије појављују се Елис Ли Ленгман и господин Валас у којима је лако препознати књижевнике Кетрин Ен Портер и Тенеси Вилијамса. Многим другим епизодним ликовима Капоте није променио имена у односу на прототипе из реалности. Између осталих појављују се Денам Фоутс, Питер Вотсон, Натали Клифорд Барни, Гертруда Стајн, Колет, Жан Кокто, Џејн Боулс, Сесил Битон, Грета Гарбо и многи други.
Поглавље Кејт Макдоналд је друга глава ненаписаног дела. У њему је приказано упознавање главног јунака са Кејт Макдоналд, богатом распуштеницом у коју се заљубљује. Макдоналд је рађена према прототипу Моне фон Бизмарк. Ово поглавље садржи и сећање на епизоду заједничке вечере између Монтгомери Клифта, Талуле Банкхед, Дороти Паркер и Естел Вествуд, који су у роману представљени као ноторни алкохолочари.
Треће поглавље La cote basque требало је да буде седмо поглавље. У њему је описан ручак у елитном ресторану Пи Би Џоунса са леди Ином Кулберт , богатом американком која је своју титулу стекла удајом за тајкуна хемијске индустрије. Постакнута шампањцем леди Кулберт препичава тајне њујоршких богаташа, док заједно коментаришу друге угледне госте у ресторану. Ово поглавље, када је објављено у Есквајеру, изазвало је највише пробелеме самог аутору, пошто су се Капотеови богати пријатељи нашли увређеним, сматравши да је злоупотребио њихово поверење.
Не зна се на који начин је Капоте планирао да даље развија заплет. Неколико његових пријатеља сведоче о томе да им је Капоте читао из необјављених поглавља, али она никада нису пронађена. Постоји више теорија шта се са њима десило.

## Издања на српском
- Труман Капот: Услишене молитве: недовршен роман (с енглеског превео:Влада Лазаревић), Рад, Београд, 2001.  175037447
- Труман Капоте: Услишене молитве (с енглеског превео: Војислав Д. Мићић), Укронија, Београд, 2013.  197650444